# Хейтсбери, Уильям
Уи́льям Хе́йтсбери (англ. William Heytesbury, лат. Gugliemus Hentisberus; ок. 1313, Уилтшир, Англия — 1372, Оксфорд, Англия) — математик, механик, философ и логик, один из oксфордских калькуляторов из Мертон-колледжа, в котором Хейтсбери с 1330 года учился, а с 1338 года — работал. В 1334 году получил степень доктора теологии. Канцлер Оксфордского университета в 1371—1372 гг.
Главный труд Хейтсбери — «Правила для разрешения софизмов» (Regulae solvendi sophismata) — написан ок. 1335. Данное сочинение, состоявшее из ряда глав, было в основном посвящено рассмотрению ряда вопросов схоластической философии и логики.
Для математики и механики особый интерес представляют изложенные Хейтсбери основы разработанного учёными Мертон-колледжа учения о равномерном («униформном») движении, которое противопоставлялось движению неравномерному («дифформному»).
Данное Хейтсбери определение равномерного движения таково: «Из локальных движений то называется равномерным, в котором равные расстояния постоянно проходятся с равной скоростью в равные части времени».
Применительно к неравномерному движению Хейтсбери выделяет его подкласс — равнопеременное движение («униформно-дифформное», по терминологии мертонцев). Он даёт вполне чёткое определение равнопеременного движения, утверждая: «Всякое движение является равномерно ускоренным, если за любую равную часть времени оно приобретает равное приращение скорости»; ключевым в этом определении является понятие «скорость» (velocitas).
Именно Хейтсбери — впервые в истории кинематики — вводит в механику понятие мгновенной скорости: «Скорость в любой данный момент времени будет определяться путём, который был бы описан… движущейся точкой, если бы в течение некоторого периода времени она двигалась бы равномерно с той степенью скорости, с которой она двигалась в этот момент, какой бы момент ни был указан».
Для случая равнопеременного движения Хейтсбери сформулировал и доказал так называемую теорему о среднем градусе скорости. Теорема утверждает, что путь, проходимый телом за некоторое время при равнопеременном движении, равен пути, проходимому телом за то же время при равномерном движении со скоростью, равной среднему арифметическому максимального и минимального значений скорости в равнопеременном движении. В современных обозначениях:
{\displaystyle s\;=\;{V_{0}\,+\,V \over 2}\,\,t} ,
где {\displaystyle s} — пройденный путь, {\displaystyle t} — время движения, {\displaystyle V_{0}} и {\displaystyle V_{}} — начальная и конечная скорости в равнопеременном движении.

## Публикации
- 1335 — Regulae solvendi sophismata (Rules for Solving Sophisms)
  - 1. On insoluble sentences
  - 2. On knowing and doubting
  - 3. On relative terms
  - 4. On beginning and ceasing
  - 5. On maxima and minima
  - 6. On the three categories
- 1483 — De probationibus conclusionum tractatus regularum solvendi sophismata. — Pavia, 1483.
- De tribus praedicamentis
- De probationibus conclusionum tractatus regularum solvendi sophismata (On the Proofs of Conclusions from the Treatise of Rules for Resolving Syllogisms)
- Liber Calculationum